# Dolina Litworowa (Tatry Wysokie)

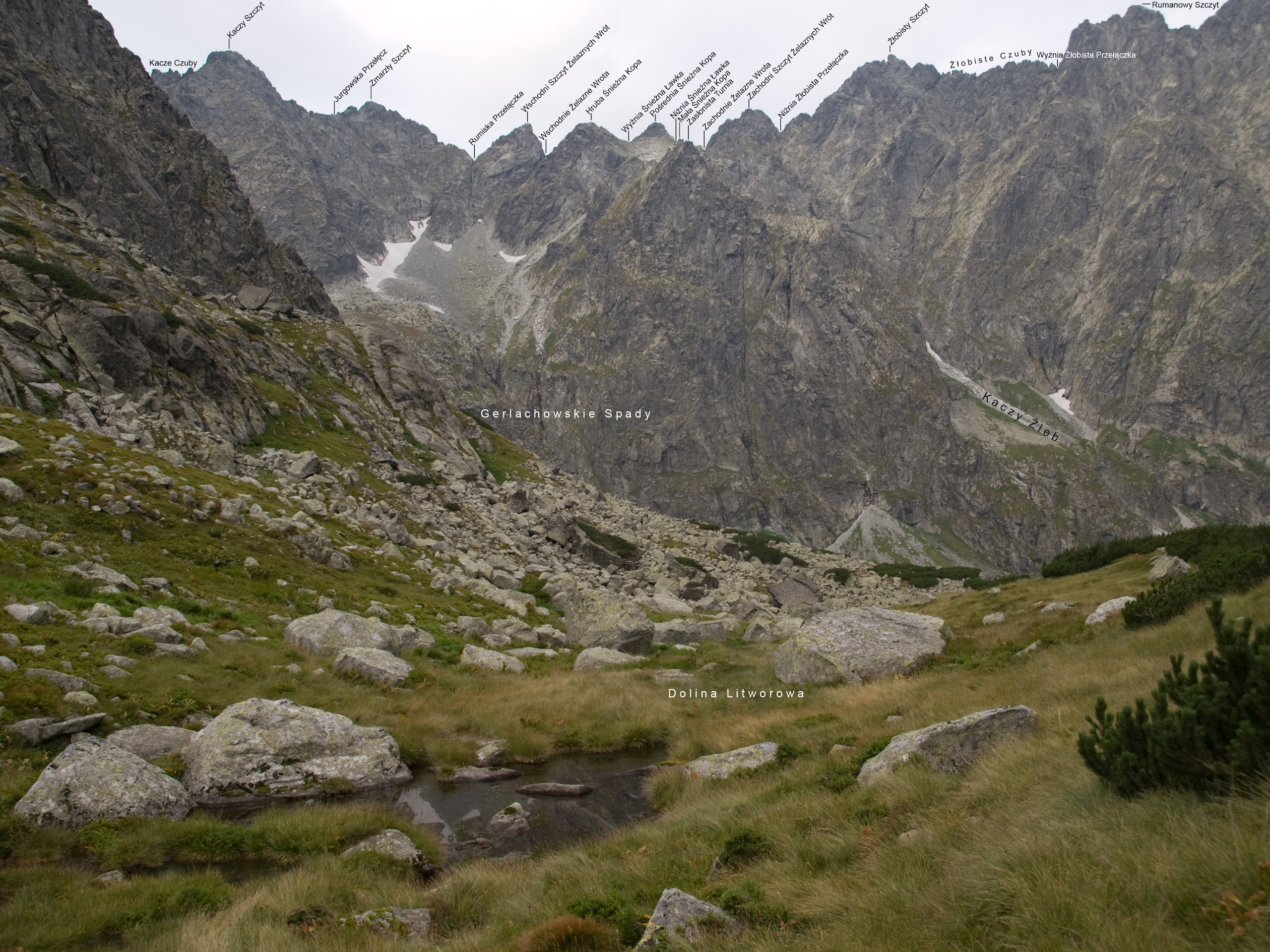
Dolina Litworowa i widok na grań główną

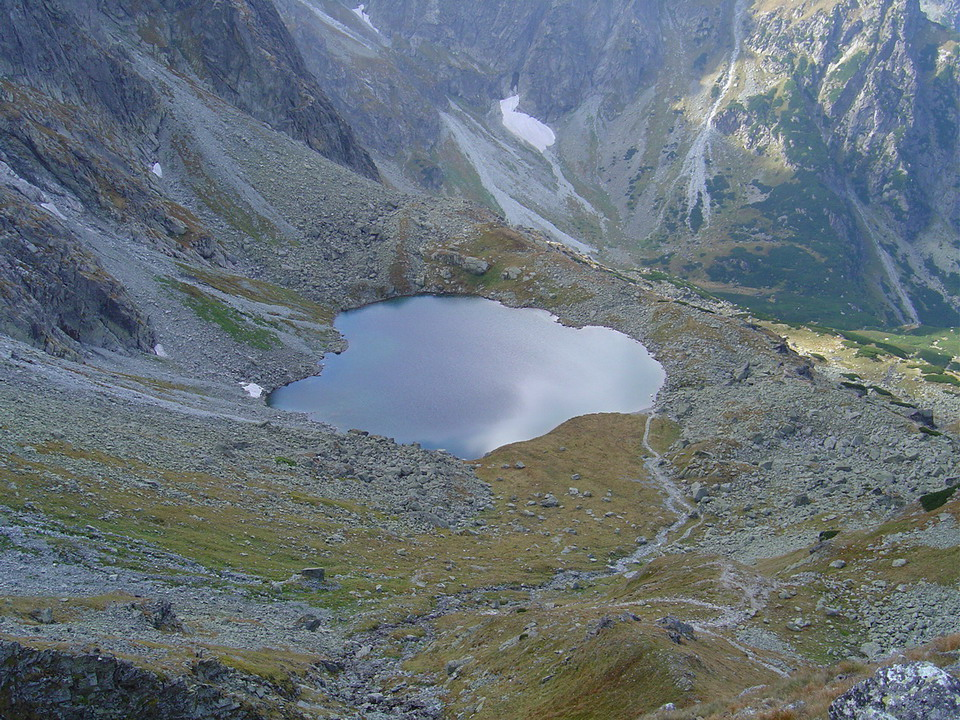
Litworowy Staw

Dolina Litworowa (słow. Litvorová dolina, niem. Litvorovytal, węg. Litvorovy-völgy) – niewielka tatrzańska dolinka (ok. 1,0 km długości) położona na wysokości ok. 1600–2100 m n.p.m. w Tatrach Wysokich na terenie Słowacji. Jest jednym z górnych pięter Doliny Białej Wody (Bielovodská dolina). Jej nazwa pochodzi od rosnącego w Tatrach litworu.
Dolina Litworowa graniczy:
- od zachodu z Doliną Kaczą, rozdziela je grzęda Litworowego Szczytu (Litvorový štít) przechodząca w Gerlachowskie Spady,
- od południa z Doliną Wielicką (Velická dolina), rozdziela je odcinek głównej grani Tatr od Litworowego Szczytu do Wielickiego Szczytu (Velický štít),
- od wschodu i północnego wschodu z należącą do systemu Doliny Białej Wody Doliną Świstową (Svišťová dolina), rozdziela je boczna grań Wielickiego Szczytu (hrebeň Velického štítu) z kulminacją w Hrubej Turni (Hrubá veža, 2086 m).

W Dolinie Litworowej na wysokości ok. 1860 m, znajduje się Litworowy Staw (Litvorové pleso) o powierzchni ok. 1,7 ha i 18,0 m głębokości. Od północno-zachodniej strony zamknięty on jest ryglem skalnym oraz regularnym, półkulistym wałem moreny czołowej. Obok niego przebiega znakowany szlak turystyczny prowadzący przez Dolinę Świstową na przełęcz Rohatkę oraz jego odgałęzienie przez Kocioł pod Polskim Grzebieniem na przełęcz Polski Grzebień. Wody Litworowego Stawu zasilają Litworowy Potok (Litvorový potok) łączący się z Kaczym Potokiem (Zelený potok, Kačací potok) poniżej wodospadu zwanego Kaczą Siklawą (Hviezdoslavov vodopád).

## Szlaki turystyczne
– niebieski szlak z Łysej Polany Doliną Białej Wody i Doliną Litworową do Kotła pod Polskim Grzebieniem i na Rohatkę, stamtąd w dół na wschód do Schroniska Zbójnickiego.
- Czas przejścia z Łysej Polany na Rohatkę: 5:40 min, ↓ 5 h
- Czas przejścia z Rohatki do schroniska: 55 min, ↑ 1:15 h